# コシ州
コシ州（コシしゅう、कोशी प्रदेश、Koshi Pradesh）は、ネパールの東端の州。州都はビラートナガル。2021年の人口は497万2021人で、全国の17.0%を占め、7州中4位。面積は2万6050km2で、全国の17.7%を占め、7州中2位。
憲法改正により2015年9月20日に第一州（ネパール語: प्रदेश नं० १、英語: Province No. 1）として設置された。2023年3月1日に現州名へ改称。

## 人口
- 1981年6月22日：295万4510人
- 1991年6月22日：352万335人
- 2001年5月28日：420万1795人
- 2011年6月22日：453万4943人
- 2021年11月11日：497万2021人

## 隣接州
- 北： チベット自治区
- 東： シッキム州
- 南： ビハール州
- 南西： マデシ州
- 北西： バグマティ州

## 行政区画
以下の14郡から成る。
1. イラーム郡
2. ウダイプル郡
3. オカンドゥンガ郡（英語版）
4. コータン郡
5. サンクワサバー郡
6. ジャパ郡（英語版）
7. スンサリ郡（英語版）
8. ソルクムブ郡（英語版）
9. タプレジュン郡
10. ダンクタ郡（英語版）
11. テラトゥム郡（英語版）
12. パンチタル郡（英語版）
13. ボージプル郡
14. モラン郡

## 主要都市
人口は基本的に2011年の値。
- ビラートナガル：20万4949人(州都)
- ダーラン：11万9915人
- イタハリ（英語版）：7万6869人
- ダマク：7万5743人
- トリユガ（英語版）：7万1405人
- メチナガル（英語版）：5万7909人
- ナムチェバザール：1647人(1991年)

## 交通
- カンゲル・ダンダ空港（英語版）
- サムカルカ空港（英語版）
- シャンボチェ空港（英語版）
- タプレジュン空港
- タムリンター空港（英語版）
- テンジン・ヒラリー空港
- バドラプル空港（英語版）
- ビラトナガル空港（英語版）
- ファプル空港（英語版）
- ボジプル空港（英語版）
- マン・マヤ空港（英語版）
- ラミダンダ空港（英語版）

## 自然
- エベレスト
- カニャム（英語版）
- カンチェンジュンガ
- コシ・タップ野生動物保護地区（英語版）
- サガルマータ国立公園

## 宗教
- パシブハラ・デヴィ寺院（英語版）
- ハレシ・マハデヴ寺院（英語版）
- ブッダ・スッバ寺院（英語版）